# Paraphamartania syriaca
Paraphamartania syriaca là một loài ruồi trong họ Asilidae. Paraphamartania syriaca được Schiner miêu tả năm 1867. Loài này phân bố ở vùng Cổ Bắc giới và châu Á.